# Kim Kalicki
Kim Kalicki (Wiesbaden, 27 giugno 1997) è una bobbista tedesca.

## Biografia
Ha praticato l'atletica leggera a livello regionale e giovanile nelle discipline veloci e nel salto in lungo. Nel 2012 ha preso parte ai campionati nazionali under 18 di Mönchengladbach, gareggiando nei 100 m.
Compete nel bob dal 2015 come pilota per la squadra nazionale tedesca. Debuttò in Coppa Europa nel novembre 2015, raggiungendo il sesto posto in classifica generale sia nel 2015/16 che nel 2017/18. Si distinse particolarmente nelle categorie giovanili vincendo cinque medaglie ai mondiali juniores nel bob a due, di cui una d'oro, conquistata a Winterberg 2020 in coppia con Kira Lipperheide, una d'argento e tre di bronzo; nelle rassegne di Winterberg 2017, di Schönau am Königssee 2019 e nella stessa edizione del 2020 si aggiudicò inoltre l'oro nella speciale classifica riservata alle atlete under 23. Agli europei juniores vanta invece un oro vinto nella categoria under 23 a Innsbruck 2020.

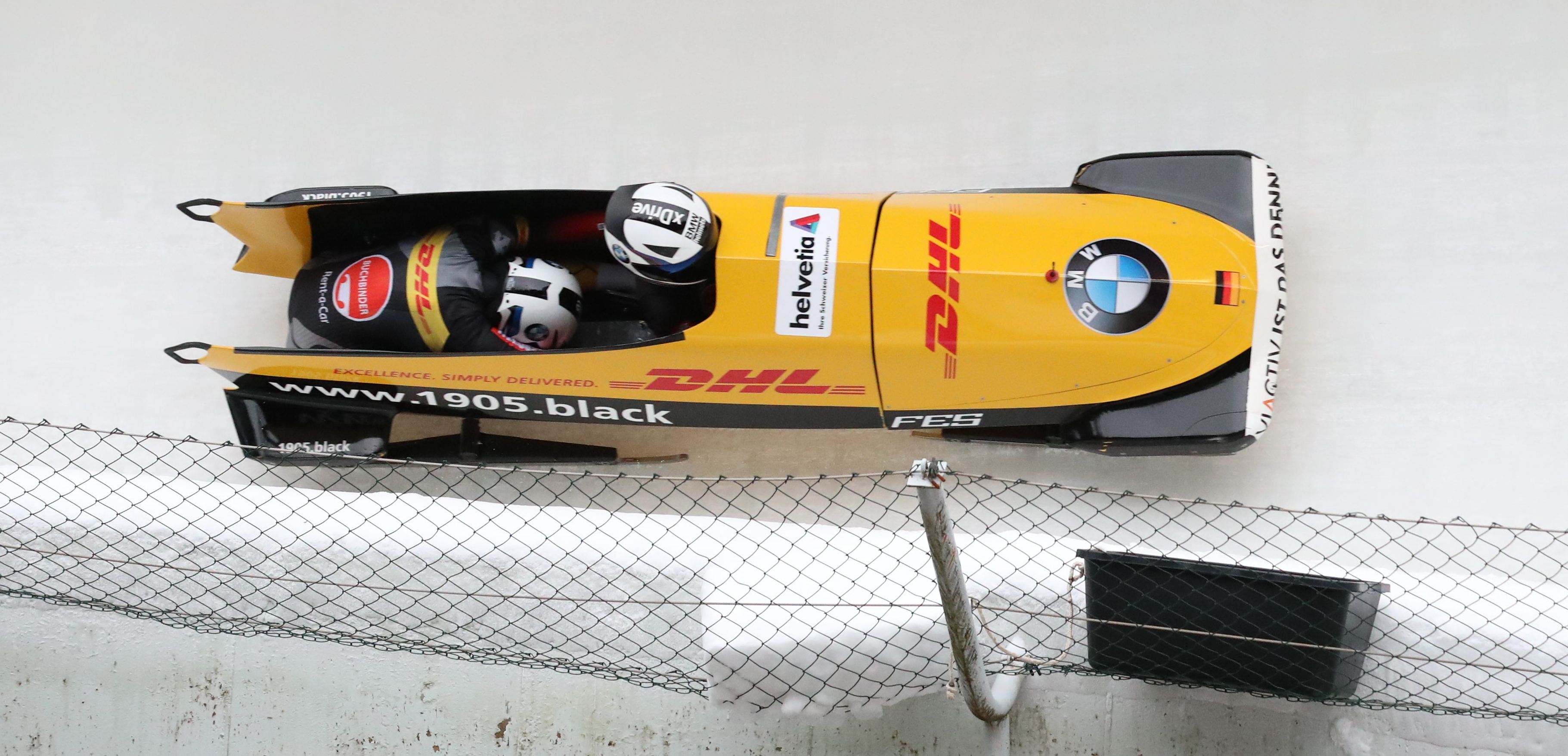
Kim Kalicki alla guida del bob a due ai mondiali di Altenberg 2020

Esordì in Coppa del Mondo nella stagione 2019/20, il 7 dicembre 2019 a Lake Placid, occasione in cui ottenne anche il primo podio, terminando la gara di bob a due al terzo posto in coppia con Vanessa Mark; vinse invece la sua prima gara il 24 gennaio 2021 a Schönau am Königssee con Ann-Christin Strack, nel penultimo appuntamento della stagione 2020/21, al termine della quale si piazzò al secondo posto in classifica generale, sopravanzata dall'austriaca Katrin Beierl. Nel circuito delle World Series di monobob femminile concluse la stagione 2020/21 al diciassettesimo posto in classifica generale.

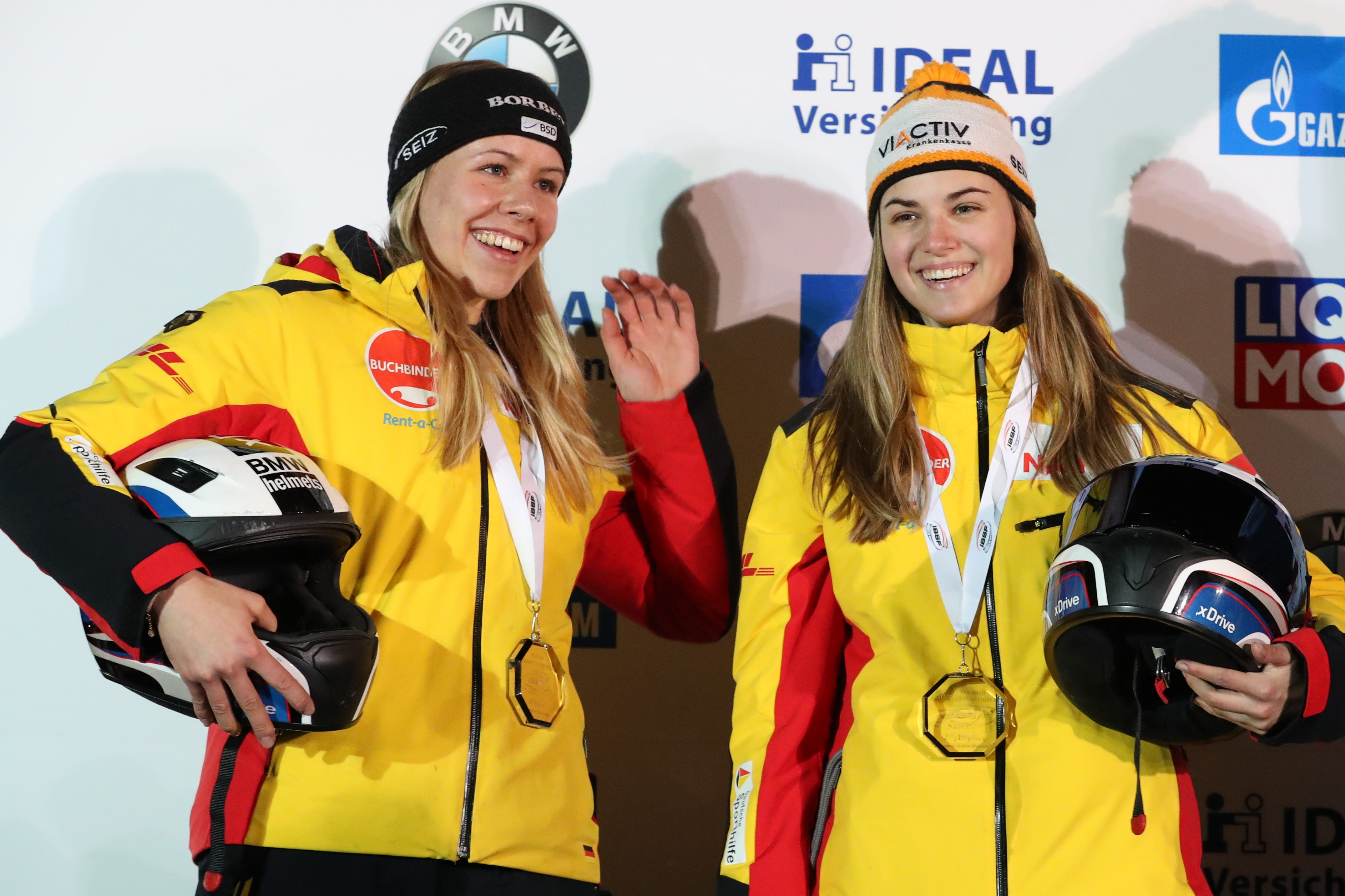
Kim Kalicki (a destra) con Kira Lipperheide, medaglia d'argento mondiale nel bob a due ad Altenberg 2020

Ha preso parte a tre edizioni dei campionati mondiali, conquistando in totale una medaglia d'oro e due d'argento. Nel dettaglio i suoi risultati nelle prove iridate sono stati, nel monobob: sesta ad Altenberg 2021; nel bob a due: medaglia d'argento ad Altenberg 2020 in coppia con Kira Lipperheide, medaglia d'argento ad Altenberg 2021 con Ann-Christin Strack e medaglia d'oro a Sankt Moritz 2023 in coppia con Leonie Fiebig; il risultato ottenuto nel 2020 con Kira Lipperheide rappresenta inoltre la prima volta in cui due campionesse mondiali juniores in carica sono riuscite a vincere anche una medaglia mondiale senior nella stessa stagione.
Agli europei vanta invece una medaglia d'argento vinta nel bob a due a Winterberg 2021 in coppia con Ann-Christin Strack e due medaglie di bronzo vinte nel monobob e nel bob a due ad Altenberg 2023.

## Palmarès

### Mondiali
- 3 medaglie:
  - 1 oro (bob a due a Sankt Moritz 2023);
  - 2 argenti (bob a due ad Altenberg 2020; bob a due ad Altenberg 2021).

### Europei
- 3 medaglie:
  - 1 argento (bob a due a Winterberg 2021);
  - 2 bronzi (monobob e bob a due ad Altenberg 2023).

### Mondiali juniores
- 5 medaglie:
  - 1 oro (bob a due a Winterberg 2020);
  - 1 argento (bob a due a Winterberg 2016);
  - 3 bronzi (bob a due a Winterberg 2017; bob a due a Sankt Moritz 2018; bob a due a Schönau am Königssee 2019).

### Mondiali juniores under 23
- 3 medaglie:
  - 3 ori (bob a due a Winterberg 2017; bob a due a Schönau am Königssee 2019; bob a due a Winterberg 2020).

### Europei juniores under 23
- 1 medaglia:
  - 1 oro (bob a due a Innsbruck 2020).

### Coppa del Mondo
- Miglior piazzamento in classifica generale nel monobob: 4ª nel 2022/23.
- Miglior piazzamento in classifica generale nel bob a due: 2ª nel 2020/21.
- Miglior piazzamento in classifica generale nella combinata: 3ª nel 2022/23.
- 22 podi (2 nel monobob, 20 nel bob a due):
  - 4 vittorie (tutte nel bob a due);
  - 11 secondi posti (1 nel monobob, 10 nel bob a due);
  - 7 terzi posti (1 nel monobob, 6 nel bob a due).

#### Coppa del Mondo - vittorie
| Data             | Luogo                | Paese       | Disciplina                    |
| ---------------- | -------------------- | ----------- | ----------------------------- |
| 24 gennaio 2021  | Schönau am Königssee | Germania    | a due con Ann-Christin Strack |
| 19 dicembre 2021 | Altenberg            | Germania    | a due con Lisa Buckwitz       |
| 26 novembre 2022 | Whistler             | Canada      | a due con Anabel Galander     |
| 3 dicembre 2022  | Park City            | Stati Uniti | a due con Leonie Fiebig       |

### World Series di monobob femminile
- Miglior piazzamento in classifica generale: 17ª nel 2020/21.

### Coppa Europa
- Miglior piazzamento in classifica generale nel bob a due: 6ª nel 2015/16 e nel 2017/18;
- 7 podi (tutti nel bob a due):
  - 3 vittorie;
  - 2 secondi posti;
  - 2 terzi posti.

### Campionati tedeschi
- 2 medaglie:
  - 2 argenti (bob a due ad Altenberg 2020[2]; bob a due a Schönau am Königssee 2021[3]).